# Мухобійка (персонаж)
Мухобійка (рос. Мухобойка) — це персонаж із фільмів Gaviol Movies, і вирушає у різні пригоди, в одних фільмах він був за межами Сум, а в останньому фільмі боявся заходу Сонця. Це червона Мухобійка, яка робить те, що производить к новим пригодам.